# Budynek Sądów w Valletcie
Budynek Sądów (ang. Courts of Justice building) – budynek sądowy w Valletcie na Malcie. Zbudowany w stylu neoklasycystycznym w latach 1965 – 1971 na miejscu Zajazdu Owernii, który został zburzony w wyniku bombardowania lotniczego w czasie II wojny światowej.

## Historia
Budynek Sądów stoi na miejscu Auberge d'Auvergne, XVI-wiecznego budynku, w którym mieszkali rycerze Zakonu św. Jana z langue Owernii. Zajazd został przekształcony w budynek sądowy w XIX wieku, i pozostał nim do czasu zniszczenia przez niemiecką „minę spadochronową” 30 kwietnia 1941 roku, podczas II wojny światowej.
Działalność sądów przeniesiona została do innego budynku poza Vallettą, lecz w roku 1943 wrócono do części zajazdu, która przetrwała nalot. Sądy pozostały tam do roku 1956, kiedy budynek znów został opuszczony z powodu jego fatalnego stanu. Ruiny zajazdu zostały następnie zburzone, a 5 maja 1965 roku ruszyła na tym miejscu budowa nowego budynku sądowego.
Nowy budynek został oddany do użytku 9 stycznia 1971 roku w obecności premiera George'a Borg Oliviera, gubernatora generalnego Maurice'a Henry'ego Dormana, arcybiskupa Mikiela Gonzi, oraz wielu sędziów, sędziów pokoju, ministrów i innych gości. Pierwsza rozprawa w nowym budynku odbyła się dwa dni później, 11 stycznia 1971 roku.
W budynku znajduje się również Rejestr Sądów Cywilnych, Archiwum Sądowe, areszt policyjny oraz podziemny parking. W przeszłości na jednym z podziemnych poziomów mieścił się też główny komisariat policji Valletty.

## Architektura budynku
Budynek Sądów zbudowany został  w stylu neoklasycystycznym według projektu architekta Jo Tonny, jego cechą charakterystyczną jest portyk z sześcioma kolumnami. Budynek posiada siedem poziomów, z których trzy znajdują się poniżej poziomu ulicy od frontu budynku.